# Caurel (Costes del Nord)
Caurel (en bretó Kaorel) és un municipi francès, situat a la regió de Bretanya, al departament de Costes del Nord. L'any 1999 tenia 387 habitants.

## Demografia
| 1962                                       | 1968 | 1975 | 1982 | 1990 | 1999 |
| ------------------------------------------ | ---- | ---- | ---- | ---- | ---- |
| 342                                        | 434  | 358  | 376  | 384  | 387  |
| Des de 1962: població sense dobles comptes |      |      |      |      |      |

## Administració
| Període | Identitat              | Partit |
| ------- | ---------------------- | ------ |
| 2001-   | Patricia Drolez-Cosson |        |